# El Clan (película de 2013)
El Clan es una película coproducción de Seychelles y España filmada en colores en Tenerife dirigida por Jaime Falero sobre su propio guion escrito en colaboración con Pedro J. Mérida y tuvo como actores principales a Francisco Vera, Borja Elgea, Octavi Pujades y Domingo de Luis.
El filme fue estrenado comercialmente en 2013 después de haber sido proyectado el año anterior en el Festival de Cine de Cannes. El filme ha sido conceptualizado como un cruce entre el “Camino a la perdición” (2002) de Sam Mendes y el Hostel (2005) de Eli Roth.

## Producción
El lanzamiento comercial de la película ocurrió en 2013 de la mano de FOX para todo el mercado latino, donde estuvo disponible hasta 2015. Posteriormente se estrenó en Estados Unidos con STARZ en 2017.

## Sinopsis
Un grupo de amigos que realiza robos y estafas de poca monta, y cuya suerte podría cambiar tras un arriesgado encargo, abriéndoles las puertas de la fortuna.

## Reparto
Intervinieron en el filme los siguientes intérpretes:
- Francisco Vera...	Ricardo
- Borja Elgea	...	Antonio
- Octavi Pujades	...	Amador
- Domingo de Luis	...	Marcelo
- Beatriz Rico	...	Maria
- Carla Sánchez	...	Adriana
- Ricardo Castro	...	Luciano Chiyah
- José Sancho	...	Líder del Clan
- Carlos Lasarte	...	Balbiani
- Joaquín Sánchez	...	Domingo el prestamista
- Khaled Kouka	...	Kadin
- James Conner Ferguson	...	Matt (as James Ferguson)
- Didier Roussel	...	Jean Paul Martiné
- Vicente Ayala	...	Don Manuel
- Gor Ortega	...	Don Vicente
- Antonio Cifo	...	Luis 'El Viejo'
- Paco Arana	...	Inspector
- Norberto Trujillo B..	...	Guardia Civil
- Jorge Armas	...	Don Aurelio
- Giselle Carrera...	Clienta agradecida
- Antonio de la Cruz	...	Miembro del Clan
- Micaela Fajardo	...	Juana la taquillera
- Christian Johansen	...	Pianista en prostíbulo
- Nuhr Jojo...	Prostituta
- Francisco Melo Jr.	...	Miembro del Clan
- Jacques Mezger	...	Cliente del prostíbulo
- Esther Ovejero	...	Cantante en prostíbulo
- Silke Ruiz	...	Brigitte
- Gorka San Juan		...	Miembro del Clan

## Crítica
Manuel E. Díaz Noda en el sitio adivinaquienvienealcine.com opinó sobre la película:

"...en la cinta destaca, a nivel interpretativo, el toque mefistofélico de un excelente Carlos Lasarte y la fiereza de un soberbio Pepe Sancho... La ambientación en los años 40 está muy lograda, jugando un papel fundamental también la cuidada fotografía de Santiago Torres, quedando como única (pequeña) pega que determinados elementos de atrezzo resultan demasiado impolutos para una historia tan sucia y realista...Vasni Ramos... provee a cada bloque de la película con el ritmo adecuado, aportando una estética de narrativa contemporánea a esta historia de corte clásico....excelente trabajo de Diego Navarro, capaz de integrar diferentes estilos y tonalidades a la película con una partitura que va del componente melódico clásico a ejercicios de composición postmodernos, compaginando además elementos de jazz dentro del sinfonismo imperante. La música, maravillosamente interpretada por la Orquesta Sinfónica de Tenerife bajo la batuta del compositor, refuerza la psicología de los personajes, al mismo tiempo que subraya de manera contundente secuencias complejas como la cacería del clímax final. “El Clan” se convierte así en una ejemplo modélico de cómo con una historia sencilla, pero bien construida, apoyada en un conjunto bien escogido de actores y el talento de un equipo bien afinado, puede superar las limitaciones presupuestarias para ofrecer una película de factura impecable."